# Antichiroides lecourti
Antichiroides lecourti är en skalbaggsart som beskrevs av Soula 2002. Antichiroides lecourti ingår i släktet Antichiroides och familjen Rutelidae. Inga underarter finns listade i Catalogue of Life.